# Nothing’s Shocking
Nothing’s Shocking – debiutancki album studyjny amerykańskiego zespołu muzycznego Jane’s Addiction, wydany w 1988 nakładem Warner Bros. Records. Zyskał miano platynowej płyty w Stanach Zjednoczonych i srebrnej w Wielkiej Brytanii. Kontrowersyjna okładka z Casey Niccoli przysporzyła początkowo dużo problemów.
W 2003 album został sklasyfikowany na 309. miejscu na liście 500 albumów wszech czasów amerykańskiego czasopisma „Rolling Stone”.

## Lista utworów
1. „Up the Beach”
2. „Ocean Size”
3. „Had a Dad”
4. „Ted, Just Admit It”
5. „Standing in the Shower… Thinking”
6. „Summertime Rolls”
7. „Mountain Song”
8. „Idiot Rule”
9. „Jane Says”
10. „Thank You Boys”
11. „Pig’s in Zen”

## Listy przebojów
| Rok  | Lista         | Pozycja |
| ---- | ------------- | ------- |
| 1989 | Billboard 200 | 103     |